# Liste von Söhnen und Töchtern der Stadt Niterói
Die Liste von Söhnen und Töchtern der Stadt Niterói zählt Personen auf, die in dem brasilianischen Munizip Niterói geboren wurden. Die Liste erhebt keinen Anspruch auf Vollständigkeit.

## 19. Jahrhundert
- Estêvão Silva (1845–1891), Maler und Kunstlehrer
- Leopoldo Miguez (1850–1902), Komponist
- Antônio Parreiras (1860–1937), Maler, Zeichner und Illustrator
- Irineu Marinho (1876–1925), Journalist und Verleger
- Levi Carneiro (1882–1971), Jurist und Schriftsteller
- Moacyr Ribeiro Briggs (1900–1968), Diplomat

## 20. Jahrhundert
- José Newton de Almeida Baptista (1904–2001), katholischer Erzbischof
- Manoelzinho (1907–1953), Fußballspieler
- Oscarino (1907–1990), Fußballspieler
- Arthur Machado (1909–1997), Fußballspieler
- Carvalho Leite (1912–2004), Fußballspieler
- Roberto (1912–1977), Fußballspieler
- Antônio Callado (1917–1997), Journalist und Schriftsteller
- Zizinho (1922–2002), Fußballspieler
- Georg von Freyberg-Eisenberg (1926–2017), deutscher Landwirt und Politiker (CSU)
- Isaac Bardavid (1931–2022), Schauspieler und Synchronsprecher
- Waldo (1934–2019), Fußballspieler
- Orlando Peçanha (1935–2010), Fußballspieler
- Marcia Haydée (* 1937), Tänzerin, Choreografin und Ballettdirektorin
- Altair  (1938–2019), Fußballspieler
- Gérson (* 1941), Fußballspieler
- Sérgio Mendes (1941–2024), Pianist und Arrangeur
- Antonino Lisboa Mena Gonçalves (* 1947), Diplomat
- George Ney de Souza Fernandes (* 1950), Diplomat
- Mayrton Bahia (* 1956), Musikproduzent
- Fernanda Keller (* 1963), Triathletin
- Clinio Freitas (* 1964), Regattasegler
- Marcelo Ferreira (* 1965), Regattasegler
- Leonardo (* 1969), Fußballspieler und -trainer
- Murilo Benício (* 1971), Schauspieler
- Edmundo (* 1971), Fußballspieler
- Frederico Souza (* 1972), Beachvolleyballspieler
- Bernardo Kastrup (* 1974), brasilianisch-niederländischer Philosoph und Computeringenieur
- Carolina Araújo (* 1976), Mathematikerin
- Valeska Menezes (* 1976), Volleyballspielerin
- Bruno Bezerra de Menezes Souza (* 1977), Handballspieler
- Léo Moura (* 1978), Fußballspieler
- Daniel Lins Côrtes (* 1979), brasilianisch-neuseeländischer Fußballspieler
- Flávia Oliveira (* 1981), Radrennfahrerin
- Alex (* 1982), Fußballspieler
- Edinho (* 1983), Fußballspieler
- Talíria Petrone (* 1985), Politikerin
- Juliana Lohmann (* 1989), Schauspielerin und Model
- Torben Braga (* 1991), deutscher Politiker
- Aldemir da Silva Júnior (* 1992), Leichtathlet
- Mariane Fernándes (* 1996), Handballspielerin
- Igor Silva (* 1996), Fußballspieler

## Persönlichkeiten, die mit Niterói verbunden sind
- Nilson Fanini (1932–2009), Präsident des Baptistischen Weltbundes (1995 bis 2009), war über 40 Jahre Pastor der Ersten Baptistengemeinde Niterói.
- Tim Maia (1942–1998), Soul- und Funkmusiker, starb  am 18. März 1998 in Niterói.